# ریشارد لوئی داکت
ریشارد لوئی داکت (فرانسوی: Richard Louis Duckett‎; ۳۰ ژانویهٔ ۱۸۸۵ – ۱۹ ژوئیهٔ ۱۹۷۲) بازیکن لاکراس اهل کانادا بود.